# Jibal

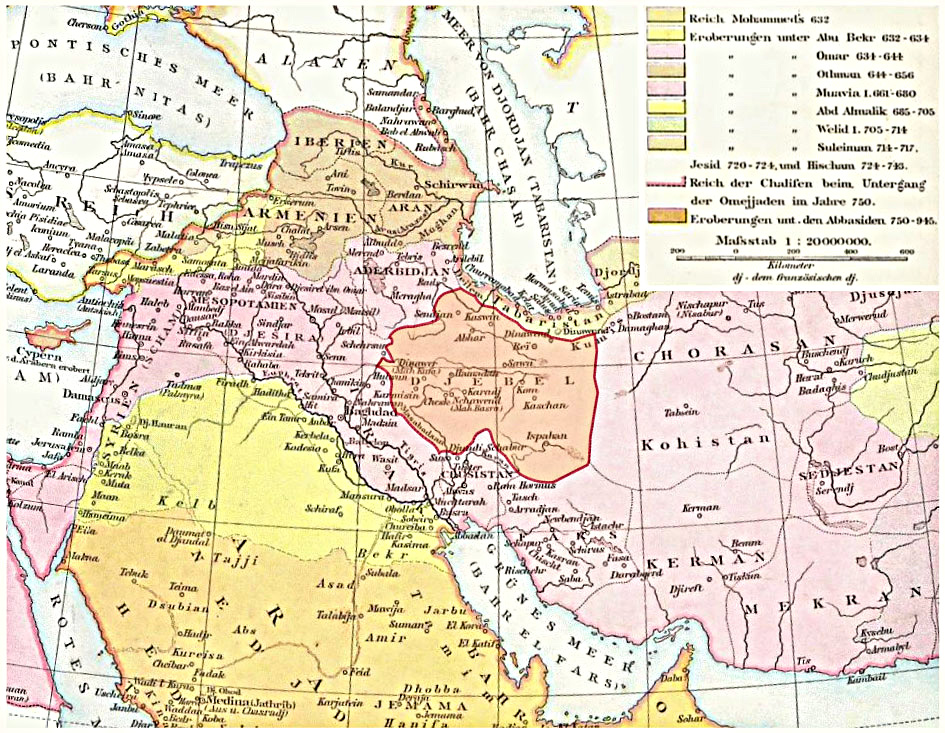
Un mapa de 1886 que muestra la región de Jibal en el siglo.

Jibāl (en árabe: جبال) era el nombre dado por los árabes a una región en Irán occidental, durante los califatos omeya y abasí.
Su nombre significa «las montañas» y es el plural de jabal, «montaña, cerro», destacando la naturaleza montañosa de la región. Entre los siglos XII y XIV, el nombre Jibal se fue abandonando progresivamente y pasó preferirse el término ʿIrāq ʿAjamī («Iraq persa») para distinguirlo del «Iraq árabe», en Mesopotamia. La región nunca tuvo fronteras claras, pero se suele acotar entre el desierto de Maranjab por el este, Fars y Juzestán por el sur, Irak por el suroeste y oeste, Azerbaiyán por el noroeste y los montes Elburz por el norte, lo que equivale aproximadamente al antiguo término Media.
Durante el Califato abasí, Jibal formó una provincia separada con capital normalmente en Rayy, hasta que los abasíes perdieron la zona a comienzos del siglo X. Aun así, durante la mayor parte del siglo IX, la región había estado gobernada por una dinastía local autónoma, los dulafíes. A finales del siglo X y comienzos del XI, la mayor parte de Jibal se convirtió en un emirato búyida, mientras que el sur quedaba en manos de los kakuyíes.